# Дуглас, Бетто
Бетто Дуглас (англ. Betto Douglas; также известная как Элизабет Дуглас, ок. 1772 — ?) — рабыня с острова Сент-Китс, в то время британской колонии. Рассмотрение её дела в судах стало важным источником по истории Вест-Индии, поскольку эти сведения проливают свет на практику рабства в странах Карибского бассейна и усилия аболиционистских обществ по освобождению рабов. Дуглас — ныне знаковая фигура сопротивления рабству в стране, и её история представлена в Национальном музее Сент-Китса и Невиса. В Великобритании она включена в первоначальный реестр рабов Сент-Китса, хранящийся в Центральном реестре рабов в Британском национальном архиве, который включён в список ЮНЕСКО «Память мира».

## История
Бетто Дуглас родилась около 1772 года в семье белого отца и матери-рабыни в поместье Уингфилд-Мэнор на Сент-Китсе . Она была указана в первоначальном реестре рабов Сент-Китса, составленном в 1817 году, как женщина-мулатка в возрасте сорока пяти лет с двумя детьми: Клейсби и Сони Фрейзер. Она была собственностью графа Ромни, отсутствующего владельца поместья на Сент-Китсе. Когда Джон Джордж Голдфрэп был агентом 2-го графа Ромни, Дуглас попросила выкупить свободу для двух своих сыновей. Голдфрэп написал графу от имени Дуглас и получил письмо о том, что он разрешит освободить её, указав, что он поручил принять необходимые меры своему новому агенту, преподобному Дэвису.
После того, как прошло несколько лет, а их так и не освободили, в поместье был нанят новый управляющий, Ричард Кардин . Он отправил Дуглас на заработки, потребовав от неё ежемесячно при этом платить три с половиной доллара из её заработка за небольшой дом, в котором она жила, и за выдаваемую ей еду. Дуглас пожаловалась, что плата слишком высока, и, учитывая экономическую ситуацию, никто не будет платить такую плату за её услуги. Она часто оказывалась в долгу и ей приходилось занимать деньги, но при этом она отказывалась от противозаконных средств заработка вроде воровства или проституции.
После того, как прошло ещё несколько лет, а обещанное освобождение так и не предвиделось, Дуглас в 1825 году подала прошение губернатору Чарльзу Уильяму Максвеллу . Максвелл провёл расследование, получив показания как от Дуглас, так и от Кардина. Оказалось, что когда Бетто не смогла заплатить мзду, управляющий лишил её пропитания и заковал в колодки на шесть месяцев. Она заявила, что он угрожал ей тюремным заключением за неуплату и приказал высечь её, после чего она сбежала. Кардин подтвердил условия найма, трудности с оплатой и помещение рабыни в колодки, но настаивал на том, что Дуглас ежедневно предлагали еду из поместья, от которой та отказывалась в знак протеста против наказания, поэтому пищей её обеспечивала собственная семья. По завершении расследования большое жюри пришло к выводу, что Дуглас проявила неподчинение, и не смогло определить, было ли её наказание чрезмерным; ей было приказано вернуться в поместье.
Передавая результаты расследования лорду Батерсту, губернатор Максвелл заявил, что обращение с Дуглас было незаконным, но вполне привычным для острова, где «считалось оправданным и надлежащим». Батерст отметил, что не было вызвано ни одного свидетеля, благоприятствующего Дуглас, и выразил свое неодобрение тому, что назначенное ей наказание было несоразмерно её правонарушению. Не найдя справедливости, Дуглас в 1827 году обратилась со своим делом в колониальные суды. Однако и следующий суд, рассмотревший дело, отказался встать на сторону Дуглас и вынес ей выговор за нанесение ущерба репутации Кардена. Вернувшись в поместье, она снова была закована в колодки на шесть месяцев и одиннадцать дней.
При этом её дело поддержали аболиционисты по всему миру. С 1827 года за освещение вопроса взялся лондонский журнал Anti-Slavery Reporter. В 1830 году Женское общество помощи британским неграм-рабам собирало средства, чтобы попытаться выкупить её свободу, но собственник отказал им в этом. Южноафриканец Томас Прингл впервые написал о ней в своём журнале Anti-Slavery Record в 1832 году, а год спустя всё ещё констатировал отказ предоставить ей освобождение. Свободу Бетто Дуглас наконец предоставили лишь за три месяца до принятия Закона об отмене рабства в июле 1833 года.

## Наследие
Дело Бетто Дуглас показывает, что даже когда рабы прибегали к средствам правовой защиты, система правосудия зачастую отказывалась их поддержать. Пожилая женщина столкнулась с противоречиями в законе, который рассматривал её дело так, будто она была нарушительницей общественного порядка в соответствии с колониальными обычаями, а не лицом, которое должно было находиться под защитой британского законодательства. Её показания также показывают, что она была знакома и с правовыми концепциями, и с экономическими механизмами функционирования рабовладельческой системы, что проливает свет на сложную природу отношений рабов с рабовладельцами.
В Сент-Китсе Дуглас считается иконой сопротивления рабству и борьбы за эмансипацию. Её история представлена в Национальном музее Сент-Китс и Невис и регулярно освещается в презентациях об истории острова . В Великобритании она включена в первоначальный реестр Сент-Китса, составленный в 1817 году и хранящийся в Центральном реестре рабов в Британском национальном архиве; в 2008 году реестр был включен в список ЮНЕСКО «Память мира».